# Selección de fútbol sub-20 de las Comoras
La Selección de fútbol sub-20 de Comoras es el equipo que representa al país en la Copa Mundial de Fútbol Sub-20 de la FIFA, en la Copa Sub-20 de la COSAFA y en la Copa Africana de Naciones Sub-20; y es controlado por la Federación Comorense de Fútbol.

## Participaciones

### Mundial Sub-20
| Año   | Ronda           | J               | G               | E               | P               | GF              | GC              |
| ----- | --------------- | --------------- | --------------- | --------------- | --------------- | --------------- | --------------- |
| 1977  | No participó    | No participó    | No participó    | No participó    | No participó    | No participó    | No participó    |
| 1979  | No participó    | No participó    | No participó    | No participó    | No participó    | No participó    | No participó    |
| 1981  | No participó    | No participó    | No participó    | No participó    | No participó    | No participó    | No participó    |
| 1983  | No participó    | No participó    | No participó    | No participó    | No participó    | No participó    | No participó    |
| 1985  | No participó    | No participó    | No participó    | No participó    | No participó    | No participó    | No participó    |
| 1987  | No participó    | No participó    | No participó    | No participó    | No participó    | No participó    | No participó    |
| 1989  | No participó    | No participó    | No participó    | No participó    | No participó    | No participó    | No participó    |
| 1991  | No participó    | No participó    | No participó    | No participó    | No participó    | No participó    | No participó    |
| 1993  | No participó    | No participó    | No participó    | No participó    | No participó    | No participó    | No participó    |
| 1995  | No participó    | No participó    | No participó    | No participó    | No participó    | No participó    | No participó    |
| 1997  | No participó    | No participó    | No participó    | No participó    | No participó    | No participó    | No participó    |
| 1999  | No participó    | No participó    | No participó    | No participó    | No participó    | No participó    | No participó    |
| 2001  | No participó    | No participó    | No participó    | No participó    | No participó    | No participó    | No participó    |
| 2003  | No participó    | No participó    | No participó    | No participó    | No participó    | No participó    | No participó    |
| 2005  | No participó    | No participó    | No participó    | No participó    | No participó    | No participó    | No participó    |
| 2007  | No participó    | No participó    | No participó    | No participó    | No participó    | No participó    | No participó    |
| 2009  | No participó    | No participó    | No participó    | No participó    | No participó    | No participó    | No participó    |
| 2011  | Se retiró       | Se retiró       | Se retiró       | Se retiró       | Se retiró       | Se retiró       | Se retiró       |
| 2013  | No participó    | No participó    | No participó    | No participó    | No participó    | No participó    | No participó    |
| 2015  | No participó    | No participó    | No participó    | No participó    | No participó    | No participó    | No participó    |
| 2017  | No participó    | No participó    | No participó    | No participó    | No participó    | No participó    | No participó    |
| 2019  | No participó    | No participó    | No participó    | No participó    | No participó    | No participó    | No participó    |
| 2023  | No se clasificó | No se clasificó | No se clasificó | No se clasificó | No se clasificó | No se clasificó | No se clasificó |
| 2025  | Por disputarse  | Por disputarse  | Por disputarse  | Por disputarse  | Por disputarse  | Por disputarse  | Por disputarse  |
| Total | 0/23            | 0               | 0               | 0               | 0               | 0               | 0               |

### Campeonato Juvenil Africano
| Africa U-20 Cup of Nations | Africa U-20 Cup of Nations | Africa U-20 Cup of Nations | Africa U-20 Cup of Nations | Africa U-20 Cup of Nations | Africa U-20 Cup of Nations | Africa U-20 Cup of Nations | Africa U-20 Cup of Nations |
| Año                        | Resultado                  | J                          | G                          | E                          | P                          | GF                         | GC                         |
| -------------------------- | -------------------------- | -------------------------- | -------------------------- | -------------------------- | -------------------------- | -------------------------- | -------------------------- |
| 1979                       | No participó               | No participó               | No participó               | No participó               | No participó               | No participó               | No participó               |
| 1981                       | No participó               | No participó               | No participó               | No participó               | No participó               | No participó               | No participó               |
| 1983                       | No participó               | No participó               | No participó               | No participó               | No participó               | No participó               | No participó               |
| 1985                       | No participó               | No participó               | No participó               | No participó               | No participó               | No participó               | No participó               |
| 1987                       | No participó               | No participó               | No participó               | No participó               | No participó               | No participó               | No participó               |
| 1989                       | No participó               | No participó               | No participó               | No participó               | No participó               | No participó               | No participó               |
| 1991                       | No participó               | No participó               | No participó               | No participó               | No participó               | No participó               | No participó               |
| 1993                       | No participó               | No participó               | No participó               | No participó               | No participó               | No participó               | No participó               |
| 1995                       | No participó               | No participó               | No participó               | No participó               | No participó               | No participó               | No participó               |
| 1997                       | No participó               | No participó               | No participó               | No participó               | No participó               | No participó               | No participó               |
| 1999                       | No participó               | No participó               | No participó               | No participó               | No participó               | No participó               | No participó               |
| 2001                       | No participó               | No participó               | No participó               | No participó               | No participó               | No participó               | No participó               |
| 2003                       | No participó               | No participó               | No participó               | No participó               | No participó               | No participó               | No participó               |
| 2005                       | No participó               | No participó               | No participó               | No participó               | No participó               | No participó               | No participó               |
| 2007                       | No participó               | No participó               | No participó               | No participó               | No participó               | No participó               | No participó               |
| 2009                       | No participó               | No participó               | No participó               | No participó               | No participó               | No participó               | No participó               |
| 2011                       | Se retiró                  | Se retiró                  | Se retiró                  | Se retiró                  | Se retiró                  | Se retiró                  | Se retiró                  |
| 2013                       | No participó               | No participó               | No participó               | No participó               | No participó               | No participó               | No participó               |
| 2015                       | No participó               | No participó               | No participó               | No participó               | No participó               | No participó               | No participó               |
| 2017                       | No participó               | No participó               | No participó               | No participó               | No participó               | No participó               | No participó               |
| 2019                       | No participó               | No participó               | No participó               | No participó               | No participó               | No participó               | No participó               |
| 2021                       | No clasificó               | No clasificó               | No clasificó               | No clasificó               | No clasificó               | No clasificó               | No clasificó               |
| 2023                       | No clasificó               | No clasificó               | No clasificó               | No clasificó               | No clasificó               | No clasificó               | No clasificó               |
| Total                      | 0/22                       | -                          | -                          | -                          | -                          | -                          | -                          |

### Copa Sub-20 de la COSAFA
| Año   | Ronda          | J              | G              | E              | P              | GF             | GC             |
| ----- | -------------- | -------------- | -------------- | -------------- | -------------- | -------------- | -------------- |
| 1983  | No participó   | No participó   | No participó   | No participó   | No participó   | No participó   | No participó   |
| 1985  | No participó   | No participó   | No participó   | No participó   | No participó   | No participó   | No participó   |
| 1986  | No participó   | No participó   | No participó   | No participó   | No participó   | No participó   | No participó   |
| 1988  | No participó   | No participó   | No participó   | No participó   | No participó   | No participó   | No participó   |
| 1990  | No participó   | No participó   | No participó   | No participó   | No participó   | No participó   | No participó   |
| 1993  | No participó   | No participó   | No participó   | No participó   | No participó   | No participó   | No participó   |
| 1995  | No participó   | No participó   | No participó   | No participó   | No participó   | No participó   | No participó   |
| 1997  | No participó   | No participó   | No participó   | No participó   | No participó   | No participó   | No participó   |
| 1999  | No participó   | No participó   | No participó   | No participó   | No participó   | No participó   | No participó   |
| 2000  | No participó   | No participó   | No participó   | No participó   | No participó   | No participó   | No participó   |
| 2001  | No participó   | No participó   | No participó   | No participó   | No participó   | No participó   | No participó   |
| 2002  | No participó   | No participó   | No participó   | No participó   | No participó   | No participó   | No participó   |
| 2003  | No participó   | No participó   | No participó   | No participó   | No participó   | No participó   | No participó   |
| 2004  | No participó   | No participó   | No participó   | No participó   | No participó   | No participó   | No participó   |
| 2005  | No participó   | No participó   | No participó   | No participó   | No participó   | No participó   | No participó   |
| 2006  | No participó   | No participó   | No participó   | No participó   | No participó   | No participó   | No participó   |
| 2007  | No participó   | No participó   | No participó   | No participó   | No participó   | No participó   | No participó   |
| 2008  | No participó   | No participó   | No participó   | No participó   | No participó   | No participó   | No participó   |
| 2009  | Se retiró      | Se retiró      | Se retiró      | Se retiró      | Se retiró      | Se retiró      | Se retiró      |
| 2010  | Se retiró      | Se retiró      | Se retiró      | Se retiró      | Se retiró      | Se retiró      | Se retiró      |
| 2011  | No participó   | No participó   | No participó   | No participó   | No participó   | No participó   | No participó   |
| 2013  | Fase de grupos | 3              | 0              | 2              | 1              | 3              | 5              |
| 2016  | Fase de grupos | 2              | 0              | 1              | 1              | 2              | 4              |
| 2017  | No participó   | No participó   | No participó   | No participó   | No participó   | No participó   | No participó   |
| 2018  | No participó   | No participó   | No participó   | No participó   | No participó   | No participó   | No participó   |
| 2019  | Fase de grupos | 3              | 0              | 0              | 3              | 1              | 8              |
| 2020  | Fase de grupos | 3              | 0              | 0              | 3              | 0              | 4              |
| 2022  | Fase de grupos | 3              | 2              | 0              | 1              | 3              | 4              |
| 2023  | Por disputarse | Por disputarse | Por disputarse | Por disputarse | Por disputarse | Por disputarse | Por disputarse |
| Total | 5/28           | 14             | 2              | 3              | 9              | 9              | 25             |